# Ракетний крейсер

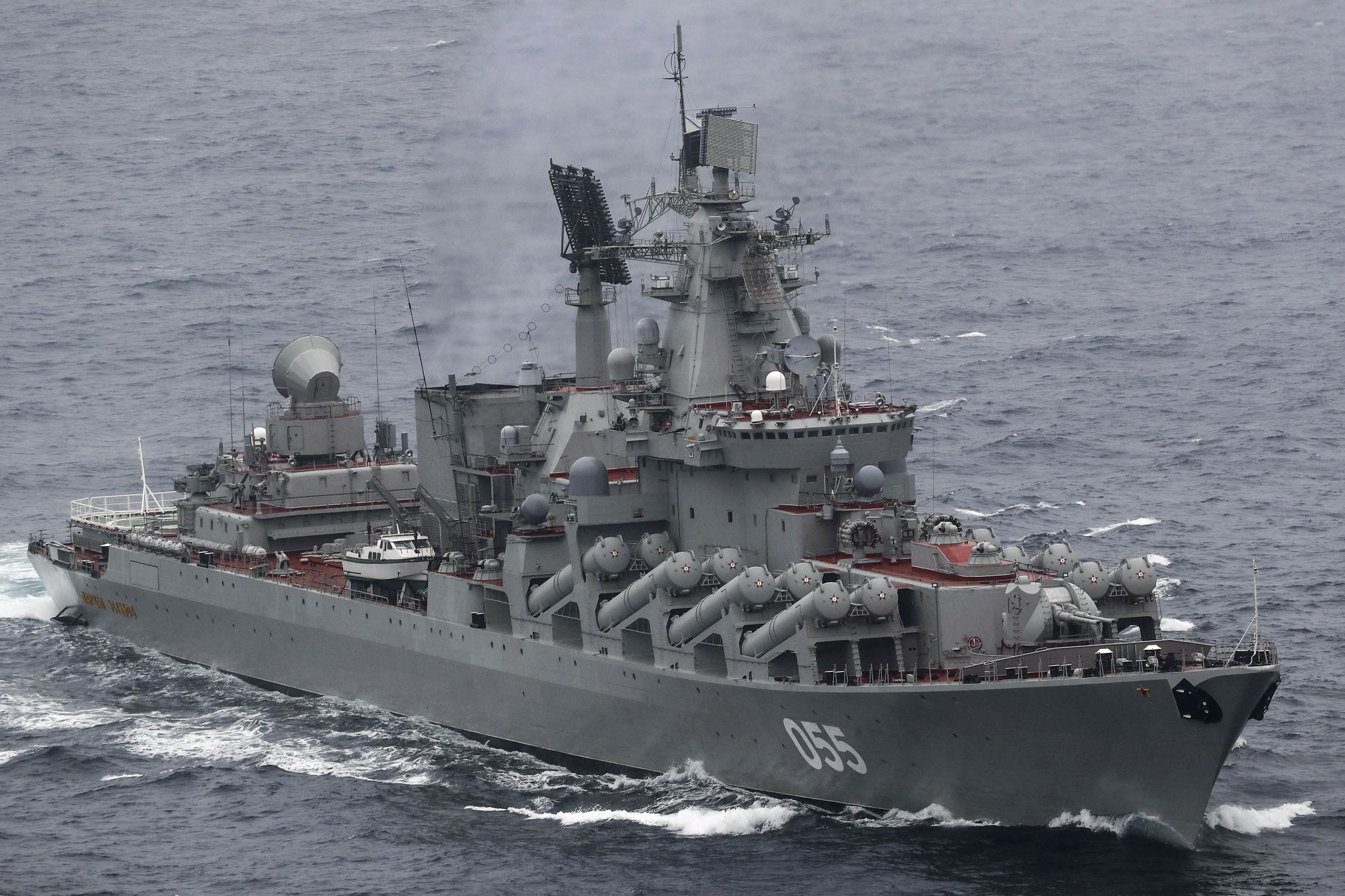
Крейсери проєкту 1164

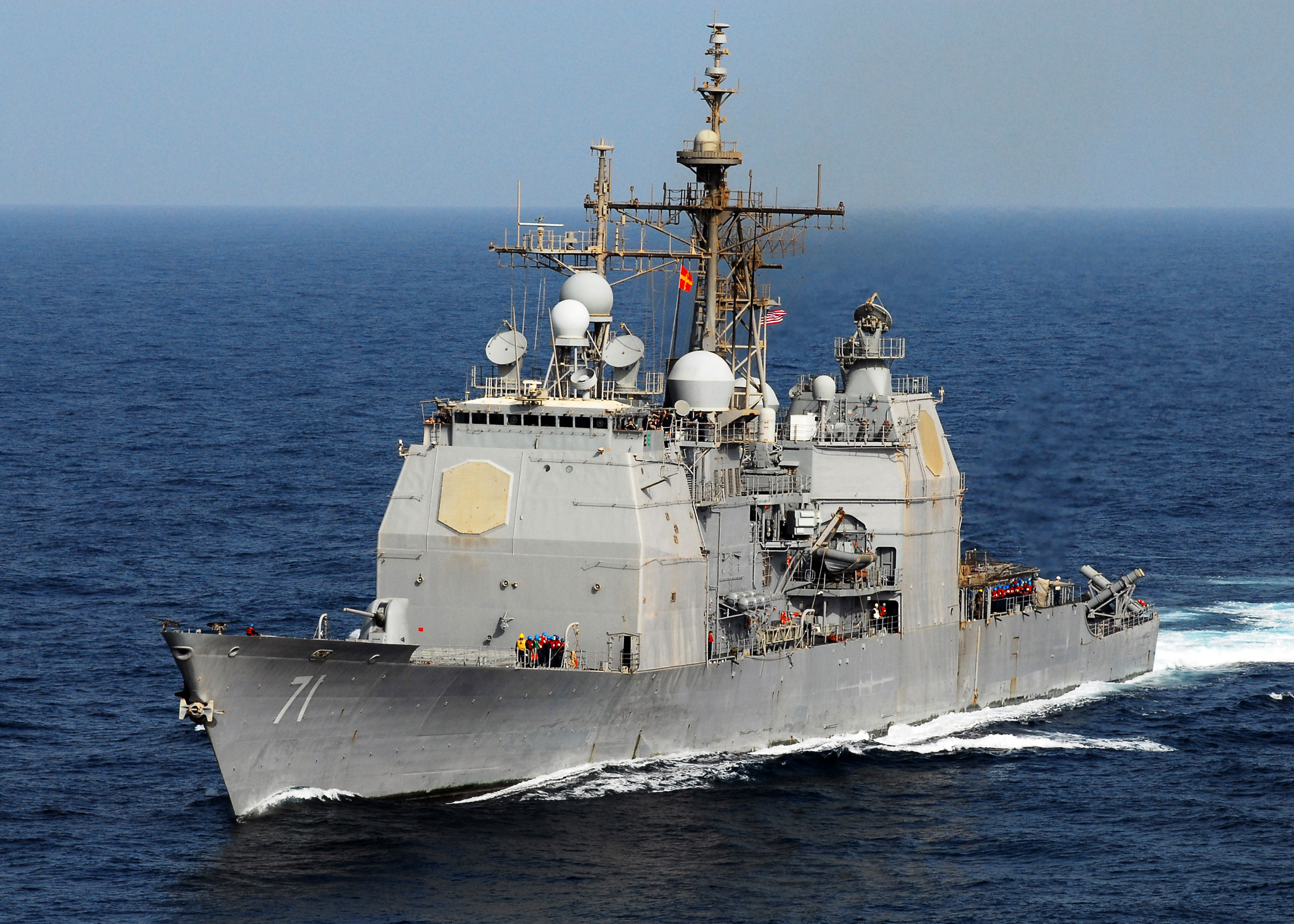
Ракетні крейсери типу «Тікондерога»

Ракетний крейсер — підкласс крейсерів, військовий корабель великої водотоннажності, який має універсальне призначення й озброєння, переважно, пускові установки керованих ракет. Також широко поширене визначення крейсер КРО (з керованим ракетним озброєнням), у англомовних країнах, відповідно, Guided Missile Cruiser (ВМС США). Слід зазначити особливості національної класифікації: в американському флоті терміном «ракетний» (CG, DG, FG) називається корабель, оснащений ЗРК зональної оборони, у радянському/російському ВМФ приставка «ракетний» означає наявність протикорабельного ракетного комплексу (ПКРК).
Перші ракетні крейсери були отримані шляхом модернізації артилерійських крейсерів і оснащення їх ракетною зброєю. Більшість спеціально сконструйованих ракетних крейсерів були по суті «збільшеними» ракетними есмінцями.
США та СРСР мали ракетні крейсери з атомними енергетичними установками. Нині ракетні крейсери збереглися у складі ВМС США та Російської Федерації. Нові китайські есмінці Тип 055, які знаходяться у процесі будівництва, мають водотоннажність 12 000 тон і є більшими за американські ракетні крейсери типу «Тікондерога» та радянські/російські проєкту 1164.